# Лысенко, Иван Петрович
Иван Петрович Лысенко (род.16 июля 1918, село Беспечная, Сквирского района Киевской области) — украинский советский деятель, председатель Киевского облисполкома 1967—1984 гг. Депутат Верховного Совета СССР VIII и IX созывов. Депутат Верховного Совета УССР Депутат VI, VII и Х созывов Верховного Совета УССР. Член ЦК КПУ в 1971—1986 г.

## Биография
Родился 16 июля 1918 года в селе Беспечна Сквирского района Киевской области.
После учёбы в Шамраевской фабрично-заводской семилетке и окончания Белоцерковского рабфака в 1934 году поступил в Белоцерковский сельскохозяйственный институт и, в, 1938 году закончил его по специальности зоотехник. В 1938 году был направлен в Меркенский сахкомбинат Казахской ССР старшим зоотехником, откуда был призван в ряды Красной Армии.
Службу в Армии проходил в 1939 году курсантом школы младших командиров артиллерийско-инструментальной Разведки в г. Луга, Ленинградской области, и после её окончания был командирован в 49 корпусный артиллерийский полк вначале командиром отделения, а потом помощником командира взвода, в составе которого с первых дней войны участвовал в боях с немецко-фашистскими захватчиками на Западном Фронте.
После ранения в августе 1941г и лечения в эвакогоспитале #1388 г. Иваново в апреле 1942г был направлен сначала в пулеметный батальон 162 укрепрайон Карельского Фронта. После окончания войны с немецко-фашистскими захватчиками в июне 1945 г. был переброшен на I Дальневосточный Фронт.
В марте 1946 г демобилизован из Армии, после чего работал в Киевской области вначале главным зоотехником Сквирского райземотдела, затем был переведён директором Таращанской инкубаторно-птицеводческой станции, а год спустя был утверждён заведующим райземотдела этого же района.
В 1950 году был избран секретарем Таращанского райкома Компартии Украины, а в 1954 г. — председателем исполкома Таращанского Районного Совета народных депутатов.
В 1956 г. Был переведён и утверждён заведующим сельхозотдела Киевского Обкома КП Украины.
В 1957 г. избран Первым Заместителем Председателя Киевского Облисполкома, затем в 1963 г. Председателем сельского облИсполкома, а в 1964г, в связи с реорганизацией, вновь Первым Заместителем Председателя.
В марте 1967 года был избран председателем исполкома Киевского областного Совета народных депутатов. На этой должности пребывал до конца 1984 г.
Умер 5 октября 1986 года. Похоронен на Байковом кладбище, г. Киев.
Иван Петрович Лысенко неоднократно избирался депутатом районных, областных Советов, VI, VII и Х созывов Верховного Совета УССР, VIII и IX Верховного Совета СССР. А также был заместителем председателя Постоянной комиссии Совета Союза Верховного Совета ССР, Заместителем председателя Верховного Совета УССР. Избирался членом Киевского обкома КП Украины и бюро обкома, членом ЦК Компартии Украины, делегатом XXIV, XXV и XVI съездов КПСС.
Член ВКП(б) с 1943 года.

## Награды
- Орден Ленина (27.08.1971)
- Орден Ленина(15.13.1972)
- Орден Трудового Красного Знамени (26.02.1958)
- Орден Трудового Красного Знамени (30.04.1966)
- Орден Трудового Красного Знамени (18.07.1968)
- Орден Трудового Красного Знамени (08.12.1973)
- Орден Трудового Красного Знамени (22.12.1977)
- Почетная грамота Президиума Верховного Совета УССР (9.12.1978)
- орден Отечественной войны 1-й ст. (6.04.1985)
- орден Отечественной войны 2-й ст. (12.08.1944)
- Медаль «За отвагу» (СССР)